# Московська експериментальна студія електронної музики
Московська експериментальна студія електронної музики (МСЕМ) – перший осередок створення електронної музики та електроінструментів у СРСР. Студія була створена у 1967 році Євгеном Олександровичем Мурзіним (1914–1970) — російський інженер, конструктор, винахідник синтезатора АНС. Разом з працювали А. Шнітке, Е. Денисовим, Ш. Каллошем, С. Губайдуліна. 

## Загальні відомості
ЕСЕМ володіла двома системами потужних синтезаторів і є одною з найбільш технічно оснащених технічних лабораторій, які займалися дослідженнями нової музики.
У Московській ЕСЕМ містився сферичний зал, у якому були розміщені окремі динаміки за спинами слухачів. Зал був обладнаний звуковим бар’єром напівкруглої форми. Для просторового розподілу звуку було створено спеціальний апарат під назвою «стереофон», за допомогою якого композитор міг під час виконання твору переміщати звук у різних комбінаціях. Тобто, електронна музика мала ще одну унікальну можливість - створювати штучні форми звукового поля.

## Концепції ЕСЕМ
-	розуміння фундаментального для електронної музики значення акустично конструктивної багатоступеневої темперації;
-	розуміння історичної спадкоємності розвитку тембрового базису електронної музики;
-	електронна музика з її специфічними властивостями – безперервною темперацією, можливостями контролю та керування всією внутрішньою структурою звука є специфічною формою еволюції засобів музичної виразності.